# Steve Bales
Steve Bales (né le 7 octobre 1942) est un ancien ingénieur et contrôleur de vol de la NASA. Il est surtout connu pour son rôle lors de l'alunissage d'Apollo 11.

## Jeunesse
Bales est né à Ottumwa, Iowa, et a grandi dans la ville voisine de Fremont. Son père était concierge d'école et sa mère esthéticienne. Dès son plus jeune âge, il s'est intéressé à l'espace et à l'âge de 13 ans, il a été profondément touché par une émission télévisée Le Monde merveilleux de Disney qui parlait de l'avenir des voyages dans l'espace. « Cette émission », a-t-il dit plus tard, « probablement plus que toute autre chose, m'a poussé à étudier l'ingénierie aérospatiale. Et ce n'était pas la chose ordinaire à faire pour un garçon élevé dans une petite communauté agricole de l'Iowa ».
Il est diplômé de l'université d'État de l'Iowa avec un Bachelor en génie aéronautique et a été embauché par la NASA en décembre 1964.

## Carrière à la NASA
À la NASA, il a été affecté à la branche Flight Dynamics en tant qu'officier d'orientation, un contrôleur de vol chargé de déterminer l'emplacement de l'engin spatial dans l'espace et de surveiller les systèmes de guidage à bord. Il était contrôleur suppléant pour Gemini 3 et Gemini 4 et a effectué sa première mission en tant que contrôleur de vol sur Gemini 10 alors qu'il n'avait que vingt-trois ans.

### Apollo 11
Bales est surtout connu pour avoir été officier de guidage (ou GUIDO) lors de l'atterrissage lunaire d'Apollo 11 alors qu'il avait la responsabilité de traiter plusieurs problèmes qui auraient pu mettre fin à la mission. Alors qu'il surveillait la position et la vitesse du module lunaire, il a failli avorter la mission lorsqu'il est devenu clair qu'une erreur de navigation s'était produite. Le vaisseau spatial se déplaçait à 6 m/s plus rapide qu'il n'aurait dû l'être et était à mi-chemin de ses limites d'abandon. Cependant, Bales a continué à surveiller les données et la situation est restée stable.
Les dernières minutes de l'atterrissage ont été ponctuées par des alarmes de programme provenant du calculateur de guidage. Ces alarmes signalaient un « dépassement de capacité », ce qui signifiait que l'ordinateur pouvait ne pas être en mesure d'assurer ses tâches informatiques. Bales a dû déterminer très rapidement si cela était grave. Si les tâches informatiques hautement prioritaires n'étaient effectivement pas accomplies, il devait demander l'annulation de l'alunissage. Après plusieurs secondes, il a informé le directeur de vol Gene Kranz que l'alunissage pouvait se poursuivre malgré les alarmes.
Alors que Bales est parfois crédité d'avoir pris la décision par lui-même, comme tous les contrôleurs de vol, il était soutenu par une équipe d'ingénieurs « en coulisses ». Le spécialiste en informatique de 24 ans, Jack Garman, a d'abord reconnu la signification de l'alarme et a déterminé que la situation était acceptable. Comme Bales l'a dit plus tard, « Très franchement, Jack, qui avait mémorisé ces choses, a dit « ça va », avant même que je puisse me rappeler dans quel groupe il se trouvait. » La décision finale d'appeler ou non un abandon (ou dans le jargon JSC, « ne pas déclencher les alarmes ») incombe entièrement à Bales, ainsi que la responsabilité en cas de problème.
La décision de Bales en tant que GUIDO de poursuivre l'atterrissage était appropriée et Apollo 11 a atterri en toute sécurité. Lorsque le président Richard Nixon a décerné la médaille présidentielle de la Liberté aux trois astronautes d'Apollo 11, Bales a également été honoré d'avoir été choisi pour accepter un prix d'excellence du groupe de la NASA au nom de l'ensemble de l'équipe des opérations de la mission. Nixon a dit à l'époque : « C'est le jeune homme, quand les ordinateurs semblaient confus et quand il aurait pu dire Stop, ou quand il aurait pu dire Attendez, a dit, Go ».

### Carrière ultérieure
Bales a ensuite eu une longue carrière à la NASA et est finalement devenu directeur adjoint des opérations au Centre spatial Lyndon B. Johnson. En 1996, il quitte la NASA et prend un poste chez Amspec Chemical dans le New Jersey.

## Au cinéma
Bales a été joué par Andy Milder dans la mini-série HBO De la Terre à la Lune en 1998. Il a également été interviewé dans le documentaire History Channel Failure Is Not an Option, le documentaire Nova To the Moon et le podcast BBC World Service 13 Minutes To The Moon.